# Rajd Monte Carlo 1989

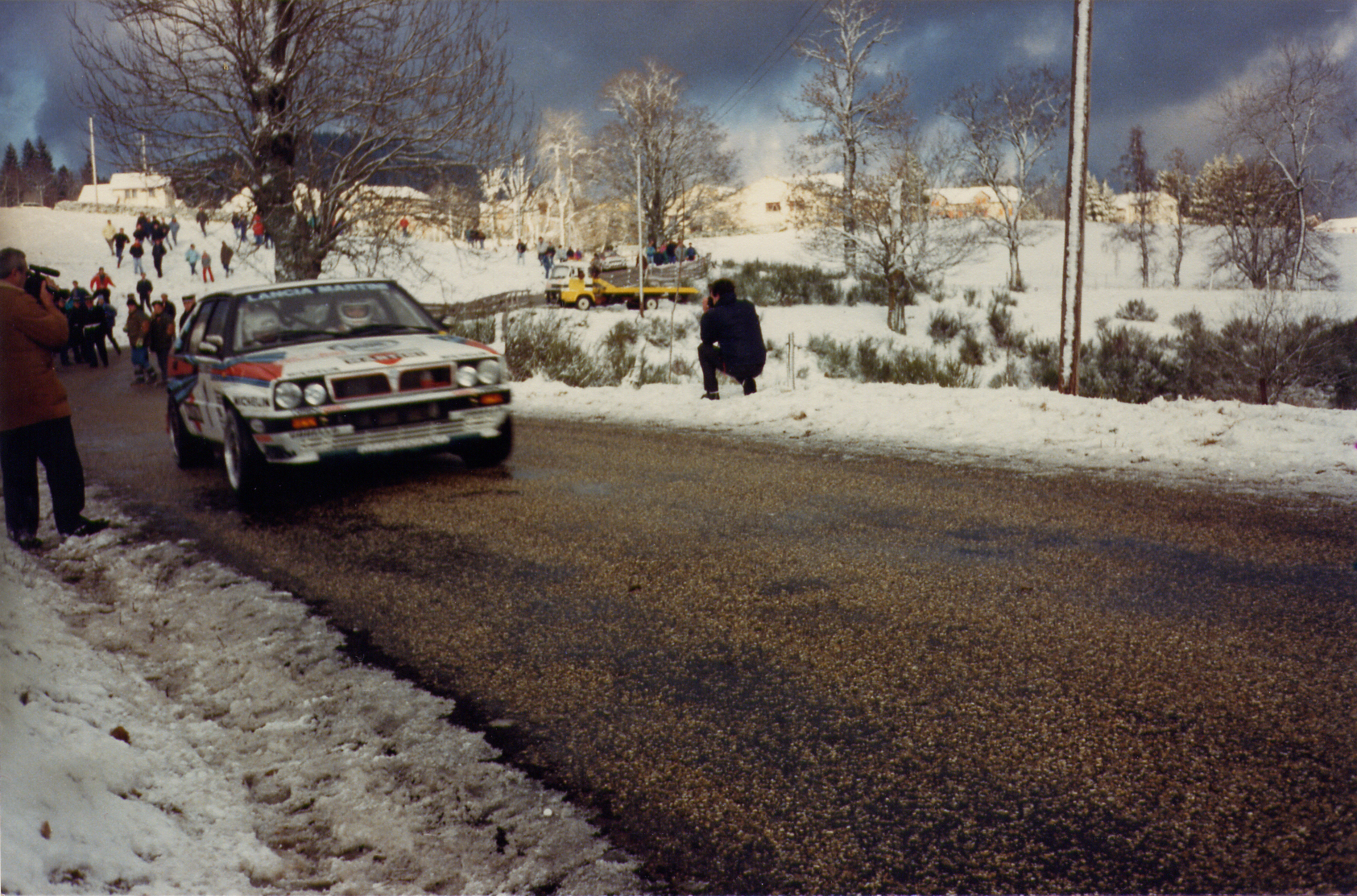
Bruno Saby podczas rajdu

Rajd Monte Carlo 1989 (57. Rallye Automobile de Monte-Carlo) – rajd samochodowy rozgrywany w Monaco od 21 do 26 stycznia 1989 roku. Była to druga runda Rajdowych Mistrzostw Świata w roku 1989. Rajd został rozegrany na asfalcie i śniegu. 

## Zwycięzcy odcinków specjalnych[2]
| Etap | Data        | OS                             | Godzina                        | Nazwa                          | Długość                        | Zwycięzca                      | Czas                           | Śred. pręd                     | Lider rajdu    |
| ---- | ----------- | ------------------------------ | ------------------------------ | ------------------------------ | ------------------------------ | ------------------------------ | ------------------------------ | ------------------------------ | -------------- |
| 1    | 21 stycznia | Wspólna jazda do Saint-Étienne | Wspólna jazda do Saint-Étienne | Wspólna jazda do Saint-Étienne | Wspólna jazda do Saint-Étienne | Wspólna jazda do Saint-Étienne | Wspólna jazda do Saint-Étienne | Wspólna jazda do Saint-Étienne | -              |
|      |             |                                |                                |                                |                                |                                |                                |                                | -              |
| 2    | 22 stycznia | 1                              | 14:53                          | Saint-Bonnet-le-Froid          | 25,65 km                       | Juha Kankkunen                 | 17:10                          | 89,65 km/h                     | Juha Kankkunen |
| 2    | 22 stycznia | 2                              | 15:46                          | Lalouvesc                      | 19,15 km                       | Didier Auriol                  | 11:42                          | 98,21 km/h                     | Didier Auriol  |
| 2    | 22 stycznia | 3                              | 17:19                          | Le Moulinon                    | 37,00 km                       | Miki Biasion                   | 24:52                          | 89,28 km/h                     | Didier Auriol  |
| 2    | 22 stycznia | 4                              | 18:44                          | Burzet                         | 45,00 km                       | Miki Biasion                   | 31:56                          | 84,55 km/h                     | Miki Biasion   |
|      |             |                                |                                |                                |                                |                                |                                |                                | Miki Biasion   |
| 3    | 23 stycznia | 5                              | 10:33                          | Chateau Boulogne               | 30,00 km                       | Didier Auriol                  | 20:36                          | 87,38 km/h                     | Miki Biasion   |
| 3    | 23 stycznia | 6                              | 13:06                          | Saint-Jean-en-Royans           | 28,25 km                       | Miki Biasion                   | 17:47                          | 95,31 km/h                     | Miki Biasion   |
| 3    | 23 stycznia | 7                              | 15:07                          | Saint-Nazaire-le-Désert        | 23,65 km                       | Didier Auriol                  | 14:57                          | 94,92 km/h                     | Miki Biasion   |
| 3    | 23 stycznia | 8                              | 16:35                          | Montauban                      | 31,33 km                       | Miki Biasion                   | 21:12                          | 88,67 km/h                     | Miki Biasion   |
| 3    | 23 stycznia | 9                              | 18:13                          | Sisteron                       | 36,81 km                       | Didier Auriol                  | 27:46                          | 79,54 km/h                     | Miki Biasion   |
| 3    | 24 stycznia | 10                             | 9:29                           | Col de Corobin                 | 19,00 km                       | Miki Biasion                   | 14:29                          | 78,71 km/h                     | Miki Biasion   |
| 3    | 24 stycznia | 11                             | 10:40                          | Pont de Villaron               | 18,64 km                       | Ari Vatanen                    | 11:55                          | 93,85 km/h                     | Miki Biasion   |
| 3    | 24 stycznia | 12                             | 12:16                          | Trigance                       | 28,38 km                       | Miki Biasion                   | 18:17                          | 93,13 km/h                     | Miki Biasion   |
| 3    | 24 stycznia | 13                             | 13:39                          | Les Quatres Chemins 1          | 33,47 km                       | Miki Biasion                   | 26:25                          | 76,02 km/h                     | Miki Biasion   |
| 3    | 24 stycznia | 14                             | 15:22                          | Loda 1                         | 16,46 km                       | Didier Auriol                  | 12:10                          | 81,17 km/h                     | Miki Biasion   |
|      |             |                                |                                |                                |                                |                                |                                |                                | Miki Biasion   |
| 4    | 25 stycznia | 15                             | 12:20                          | Col de la Madone 1             | 18,38 km                       | Miki Biasion                   | 13:35                          | 81,19 km/h                     | Miki Biasion   |
| 4    | 25 stycznia | 16                             | 13:41                          | Col de Turini 1                | 22,55 km                       | Didier Auriol                  | 15:51                          | 85,36 km/h                     | Miki Biasion   |
| 4    | 25 stycznia | 17                             | 15:59                          | Pont des Miolans               | 23,32 km                       | Juha Kankkunen                 | 14:15                          | 98,19 km/h                     | Miki Biasion   |
| 4    | 25 stycznia | 18                             | 17:07                          | Les Quatres Chemins 2          | 33,47 km                       | Bruno Saby                     | 25:20                          | 79,27 km/h                     | Miki Biasion   |
| 4    | 25 stycznia | 19                             | 19:10                          | Loda 2                         | 16,46 km                       | Bruno Saby                     | 12:19                          | 80,18 km/h                     | Miki Biasion   |
| 4    | 26 stycznia | 20                             | 1:18                           | Col de la Madone 2             | 18,38 km                       | Miki Biasion                   | 13:56                          | 79,15 km/h                     | Miki Biasion   |
| 4    | 26 stycznia | 21                             | 2:39                           | Col de Turini 2                | 22,55 km                       | Didier Auriol                  | 16:02                          | 84,39 km/h                     | Miki Biasion   |
| 4    | 26 stycznia | 22                             | 4:02                           | Col de la Couillole            | 22,11 km                       | Didier Auriol                  | 14:27                          | 91,81 km/h                     | Miki Biasion   |
| 4    | 26 stycznia | 23                             | 5:35                           | Puget-Théniers                 | 26,78 km                       | Didier Auriol                  | 19:38                          | 81,84 km/h                     | Miki Biasion   |
| 4    | 26 stycznia | 24                             | 7:05                           | Loda 3                         | 16,46 km                       | Didier Auriol                  | 12:44                          | 77,56 km/h                     | Miki Biasion   |

| Zwycięzcy OS-ów | Zwycięzcy OS-ów |
| Kierowca        | Ilość           |
| --------------- | --------------- |
| Didier Auriol   | 10              |
| Miki Biasion    | 9               |
| Juha Kankkunen  | 2               |
| Bruno Saby      | 2               |
| Ari Vatanen     | 1               |

## Wyniki końcowe rajdu[1]
| Msc. | Kierowca         | Pilot                   | Samochód                   | Czas       | Strata   | Grupa | Punkty |
| ---- | ---------------- | ----------------------- | -------------------------- | ---------- | -------- | ----- | ------ |
| 1.   | Massimo Biasion  | Tiziano Siviero         | Lancia Delta Integrale     | 7h 13m 27s |          | A8    | 20     |
| 2.   | Didier Auriol    | Bernard Occelli         | Lancia Delta Integrale     |            | +6m 27s  | A8    | 15     |
| 3.   | Bruno Saby       | Jean-Francois Fauchille | Lancia Delta Integrale     |            | +7m 41s  | A8    | 12     |
| 4.   | Hannu Mikkola    | Christian Geistdorfer   | Mazda 323 4WD              |            | +12m 14s | A8    | 10     |
| 5.   | Juha Kankkunen   | Juha Piironen           | Toyota Celica GT-4 (ST165) |            | +14m 49s | A8    | 8      |
| 6.   | Patrick Snijers  | Dany Colebunders        | Toyota Celica GT-4 (ST165) |            | +18m 11s | A8    | 6      |
| 7.   | Dario Cerrato    | Gianni Vasino           | Lancia Delta Integrale     |            | +30m 54s | A8    | 4      |
| 8.   | Marc Duez        | Alain Lopes             | BMW M3                     |            | +34m 02s | A8    | 3      |
| 9.   | Paola de Martini | Umberta Gibellini       | Audi 90 quattro            |            | +45m 06s | A8    | 2      |
| 10.  | Alain Oreille    | Gilles Thimonier        | Renault 5 GT Turbo         |            | +46m 06s | N4    | 1      |

## Klasyfikacja po 2 rundach
Tabele przedstawiają tylko pięć pierwszych miejsc.

### Kierowcy
| Lp. | Kierowca         | Pkt |
| --- | ---------------- | --- |
| 1   | Ingvar Carlsson  | 20  |
| 2   | Miki Biasion     | 20  |
| 3   | Per Eklund       | 15  |
| 4   | Didier Auriol    | 12  |
| 5   | Kenneth Eriksson | 12  |

### Producenci
| Lp. | Producent | Pkt |
| --- | --------- | --- |
| 1   | Lancia    | 20  |
| 2   | Mazda     | 12  |
| 3   | Toyota    | 10  |
| 4   | Renault   | 9   |
| 5   | BMW       | 4   |